# 響尾蛇來了
《響尾蛇來了》是日本搞笑藝人組合隧道二人組（TUNNELS）的第16張（通算第18張）單曲。是隧道二人組的代表歌曲，銷量達150萬以上。

## 簡介
作為富士電視台的隧道二人組節目的主題曲。
響尾蛇暗喻廢男人，歌曲標榜是親子向，但歌詞中卻有性暗示的內容。
是隧道二人組銷量最高的單曲作品，1992年年度銷量為140.8萬張，是日本年度單曲銷量第6位。總銷量高達150萬以上。
香港組合軟硬天師曾以粵語翻唱這首歌為《老人院》，至於國語版由另一隊香港組合草蜢主唱的《Gala Gala Happy》。《老人院》和《Gala Gala Happy》歌詞第一句「gala gala happy」與《響尾蛇來了》歌詞第一句「ガラガラヘビ」(響尾蛇的日語)同音。

## 收錄曲目
1. 響尾蛇來了（ガラガラヘビがやってくる）
  - 作詞：秋元康；作曲、編曲：後藤次利
2. 魔芋大魔王（コンニャク大魔王）
  - 作詞：秋元康；作曲、編曲：後藤次利
3. 響尾蛇來了 （Original Karaoke）
4. 魔芋大魔王 （Original Karaoke）